# 埃溫·亨里克森
埃溫·亨里克森（挪威語：Eivind Henriksen，1990年9月14日—），挪威田徑運動員，他代表挪威隊參加了日本舉行的2020年夏季奧林匹克運動會，並且在男子鏈球比賽上獲得銀牌。